# Montezuma (Graun)
Montezuma is een opera van de Duitse componist Carl Heinrich Graun. Het libretto is van de Pruisische koning Frederik de Grote die het in het Frans schreef. De eerste opvoering vond plaats op 6 januari 1755 in de Hofoper te Berlijn. Giampetro Tagliazucchi bewerkte dit tot een Italiaans libretto.
Het werk handelt over de verovering van Mexico door Hernán Cortés en de nederlaag en dood van de Azteekse keizer Montezuma.